# 伊頓 (紐約州麥迪遜縣)
伊頓（英語：Eaton）是一個位於美國紐約州麥迪遜縣的鎮。

## 人口
根據2020年美國人口普查的數據，伊頓的面積為118.03平方千米，當中陸地面積為115.58平方千米，而水域面積為2.45平方千米。當地共有人口4284人，而人口密度為每平方千米36人。